# ماونگدا
ماونگدا (به لاتین: Maungdaw) یک منطقهٔ مسکونی در میانمار است که در ایالت راخین واقع شده‌است. ماونگدا ۴۰۰٬۰۰۰ نفر جمعیت دارد و ۳٫۰۵ متر بالاتر از سطح دریا واقع شده‌است.